# Spirobrachia grandis
Spirobrachia grandis — вид багатощетинкових кільчастих червів родини Погонофори (Siboglinidae). Абісальний вид, що поширений на півночі Тихого океану у Беринговому морі на глибині 3260-3340 м.

## Опис
Тіло хробака складається з голови, циліндричного сегментованого тіла і хвостової частини. Голова складається з лопаті (ротова частина) та парних щупалець.